# Peppe Engberg
Per Erik Arvid "Peppe" Engberg, född 14 december 1948 i Sundsvall, är en svensk journalist, krönikör och konstnär.

## Biografi
Peppe Engberg växte huvudsakligen upp i Gäddede, och tog studentexamen vid Hjalmar Strömerskolan i Strömsund 1968. Han studerade sedan vid Socialhögskolan, där han avlade examen 1974. Engberg inledde sin journalistiska karriär på tidningen Gnistan, som gavs ut av Kommunistiska Förbundet Marxist-Leninisterna, KFML (sedermera Sveriges Kommunistiska Parti (SKP)). Han blev chefredaktör för Gnistan 1980 och lämnade tidningen 1984. Peppe Engberg har även om han tagit avstånd från sin ungdoms maoistiska ideologi återkommande refererat till Gnistan som en plantskola för duktiga tidningsmakare. Han har i flera krönikor och intervjuer kallat Gnistan för "den tidning där 70-talsvänsterns förenklade världsbild var bäst redigerad" .
I slutet av 1980-talet rekryterades flera gamla Gnistanmedarbetare till Bonnierkoncernens branschtidning för reklambranschen, Resumé. Peppe Engberg anställdes på Resumé 1987, och år 1992 utnämndes han till chefredaktör för tidningen. Samma år belönades han med Stora Journalistpriset. 
År 1996 lämnade Peppe Engberg Resumé och Bonniers för att bli VD på reklambyrån Hallstedt & Hvid. Efter bara ett knappt år återvände han till Bonniers för att ta över tidningen Månadens Affärer som under Engbergs regi bytte namn till Bizniz.
Även sejouren på Bizniz blev kort, redan 1998 gick han in som delägare i tidningen Vision som Pontus Schultz (då Forsström) och Bengt Uggla grundade 1996. När MTG köpte tidningen 2001 för att slå ihop den med Finanstidningen tog Peppe Engberg över chefredaktörsposten för den sammanslagna tidningen Finans & Vision. Året därpå blev Engberg utsedd till VD för MTG Publishing, en post han behöll fram till dess att affärsområdet efter Jan Stenbecks död avvecklades 2003.
Fram till sin pensionering i maj 2021 arbetade Engberg som omvärldsanalytiker och medierådgivare för vd:ar och ägare inom Kinneviksfären.
År 2009 grundade han PR-byrån Friends Agenda tillsammans med Mattias Andersson och Robert Svensson. I den tidiga rapporteringen uppgavs före detta näringsministern Björn Rosengren vara en av medgrundarna, men när bolaget väl bildades fanns inte Björn Rosengren med som delägare
. 
Peppe Engberg är även en aktiv konstnär, och hans målningar finns att beskåda bland annat på Sturehof och KB i Stockholm.
I januari 2010 debuterade han som författare med romanen Hur en man övervinner sin rädsla för hajar, och kring boken byggdes en blogg. Han har även sammanfattat sina år som medieprofil i Uppåt väggarna – mer eller mindre kända män som mött Peppe Engberg (och några kvinnor han inte glömmer). Sedan pensioneringen driver han bloggen Det ljuva livet på en udde med sin fru Kerstin Engberg.